# FK Teplice
El FK Teplice és un club de futbol txec de la ciutat de Teplice. Fou fundat el 1945 i juga a la Gambrinus lliga.

## Història
Evolució del nom:
- 1945: SK Teplice-Šanov (Sportovní klub Teplice-Šanov)
- 1948: Sokol Teplice
- 1949: ZSJ Technomat Teplice (Základní sportovní jednota Technomat Teplice)
- 1951: ZSJ Vodotechna Teplice (Základní sportovní jednota Vodotechna Teplice)
- 1952: ZSJ Ingstav Teplice (Základní sportovní jednota Ingstav Teplice)
- 1953: DSO Tatran Teplice (Dobrovolná sportovní organizace Tatran Teplice)
- 1960: TJ Slovan Teplice (Tělovýchovná jednota Slovan Teplice)
- 1966: TJ Sklo Union Teplice (Tělovýchovná jednota Sklo Union Teplice)
- 1991: TFK VTJ Teplice (Tělovýchovný fotbalový klub Vojenská tělovýchovná jednota Teplice)
- 1993: FK Frydrych Teplice (Fotbalový klub Frydrych Teplice)
- 1994: FK Teplice (Fotbalový klub Teplice, a.s.)

## Uniforme
- Uniforme titular: Samarreta groga, pantaló blau, mitjons grocs.
- Uniforme alternatiu: Samarreta, pantaló y mitjons blancs.

## Jugadors
Categoria principal: Futbolistes Teplice

### Plantilla 2007/08
| N. | Pos. | Nac. | Jugador            |
| -- | ---- | --- | ------------------ |
| 1  | POR  | [[Fitxer:Flag of the Czech Republic.svg\|23x15px\|border \|alt=República Txeca\|link=Selecció de futbol de la República Txeca\|{{#if:\|]]            | Martin Slavík      |
| 2  | DEF  | [[Fitxer:Flag of the Czech Republic.svg\|23x15px\|border \|alt=República Txeca\|link=Selecció de futbol de la República Txeca\|{{#if:\|]]            | Jan Bartoš         |
| 3  | DEF  | [[Fitxer:Flag of the Czech Republic.svg\|23x15px\|border \|alt=República Txeca\|link=Selecció de futbol de la República Txeca\|{{#if:\|]]            | Josef Kaufman      |
| 4  | DEF  | [[Fitxer:Flag of the Czech Republic.svg\|23x15px\|border \|alt=República Txeca\|link=Selecció de futbol de la República Txeca\|{{#if:\|]]            | Martin Klein       |
| 5  | MIG  | [[Fitxer:Flag of Bosnia and Herzegovina.svg\|23x15px\|border \|alt=Bòsnia i Hercegovina\|link=Selecció de futbol de Bòsnia i Hercegovina\|{{#if:\|]] | Admir Ljevakovič   |
| 6  | DEF  | [[Fitxer:Flag of the Czech Republic.svg\|23x15px\|border \|alt=República Txeca\|link=Selecció de futbol de la República Txeca\|{{#if:\|]]            | Vlastimil Vidlička |
| 7  | MIG  | [[Fitxer:Flag of Slovakia.svg\|23x15px\|border \|alt=Eslovàquia\|link=Selecció de futbol d'Eslovàquia\|{{#if:\|]]                                    | Michal Gašparík    |
| 8  | DEF  | [[Fitxer:Flag of Brazil.svg\|23x15px\|border \|alt=Brasil\|link=Selecció de futbol del Brasil\|{{#if:\|]]                                            | Leandro Vieira     |
| 9  | MIG  | [[Fitxer:Flag of the Czech Republic.svg\|23x15px\|border \|alt=República Txeca\|link=Selecció de futbol de la República Txeca\|{{#if:\|]]            | Pavel Verbíř       |
| 10 | MIG  | [[Fitxer:Flag of the Czech Republic.svg\|23x15px\|border \|alt=República Txeca\|link=Selecció de futbol de la República Txeca\|{{#if:\|]]            | Petr Benát         |
| 11 | MIG  | [[Fitxer:Flag of the Czech Republic.svg\|23x15px\|border \|alt=República Txeca\|link=Selecció de futbol de la República Txeca\|{{#if:\|]]            | Jiří Sabou         |
| 12 | MIG  | [[Fitxer:Flag of the Czech Republic.svg\|23x15px\|border \|alt=República Txeca\|link=Selecció de futbol de la República Txeca\|{{#if:\|]]            | Michal Doležal     |
| 14 | DEF  | [[Fitxer:Flag of Bosnia and Herzegovina.svg\|23x15px\|border \|alt=Bòsnia i Hercegovina\|link=Selecció de futbol de Bòsnia i Hercegovina\|{{#if:\|]] | Samir Merzič       |

| N. | Pos. | Nac. | Jugador         |
| -- | ---- | --- | --------------- |
| 15 | DEF  | [[Fitxer:Flag of the Czech Republic.svg\|23x15px\|border \|alt=República Txeca\|link=Selecció de futbol de la República Txeca\|{{#if:\|]] | Petr Lukáš      |
| 16 | DAV  | [[Fitxer:Flag of the Czech Republic.svg\|23x15px\|border \|alt=República Txeca\|link=Selecció de futbol de la República Txeca\|{{#if:\|]] | Tomáš Jun       |
| 17 | DAV  | [[Fitxer:Flag of the Czech Republic.svg\|23x15px\|border \|alt=República Txeca\|link=Selecció de futbol de la República Txeca\|{{#if:\|]] | Richard Veverka |
| 18 | DEF  | [[Fitxer:Flag of the Czech Republic.svg\|23x15px\|border \|alt=República Txeca\|link=Selecció de futbol de la República Txeca\|{{#if:\|]] | Vlastimil Ryška |
| 19 | MIG  | [[Fitxer:Flag of the Czech Republic.svg\|23x15px\|border \|alt=República Txeca\|link=Selecció de futbol de la República Txeca\|{{#if:\|]] | Jakub Mareš     |
| 20 | DAV  | [[Fitxer:Flag of the Czech Republic.svg\|23x15px\|border \|alt=República Txeca\|link=Selecció de futbol de la República Txeca\|{{#if:\|]] | Karel Kroupa    |
| 21 | POR  | [[Fitxer:Flag of the Czech Republic.svg\|23x15px\|border \|alt=República Txeca\|link=Selecció de futbol de la República Txeca\|{{#if:\|]] | Patrik Kolář    |
| 22 | DEF  | [[Fitxer:Flag of the Czech Republic.svg\|23x15px\|border \|alt=República Txeca\|link=Selecció de futbol de la República Txeca\|{{#if:\|]] | Antonín Rosa    |
| 23 | DAV  | [[Fitxer:Flag of the Czech Republic.svg\|23x15px\|border \|alt=República Txeca\|link=Selecció de futbol de la República Txeca\|{{#if:\|]] | Petr Smíšek     |
| 24 | MIG  | [[Fitxer:Flag of the Czech Republic.svg\|23x15px\|border \|alt=República Txeca\|link=Selecció de futbol de la República Txeca\|{{#if:\|]] | Jan Štohanzl    |
| 18 | DAV  | [[Fitxer:Flag of the Czech Republic.svg\|23x15px\|border \|alt=República Txeca\|link=Selecció de futbol de la República Txeca\|{{#if:\|]] | Michal Smejkal  |
| 30 | POR  | [[Fitxer:Flag of Slovakia.svg\|23x15px\|border \|alt=Eslovàquia\|link=Selecció de futbol d'Eslovàquia\|{{#if:\|]]                         | Tomáš Belic     |
| 20 | DAV  | [[Fitxer:Flag of Slovakia.svg\|23x15px\|border \|alt=Eslovàquia\|link=Selecció de futbol d'Eslovàquia\|{{#if:\|]]                         | Andrej Hesek    |

## Palmarés

### Títols nacionals
- Copa de la República Txeca (2): 2003, 2009